# کفرطاب
کفرطاب (عربی: كفرطاب) که در منابع صلیبیون با عنوان کافاردا شناخته می‌شود، شهر و قلعه‌ای نظامی در شمال غربی سوریه بود که در دوره قرون وسطی میان معره نعمان در شمال و شیزر در جنوب قرار داشت. کفرطاب در حاشیه و دامنه جنوبی جبل الزاویه قرار گرفته بود و براساس گفته جغرافی‌دادن فرانسوی، روبرت بولنگر، کفرطاب یکی سایت و محوطه باستانی بود که در ۲٫۵ کلیومتری شمال‌غربی خان شیخون قرار داشت.